# Delnița (okręg Harghita)
Delnița (węg. Csíkdelne) – wieś w Rumunii, w okręgu Harghita, w gminie Păuleni-Ciuc. W 2011 roku liczyła 647 mieszkańców.